# 吴长植
吴长植（？—？）安徽省廬江縣人，中华民国军事将领。

## 生平
吴长植原为段祺瑞部属，后归郑士琦。曾任近畿陆军独立步兵第一旅旅长，陆军第二十混成旅旅长，曹州镇守使。
临城劫车案发生后，山东督军田中玉随即指派军务帮办郑士琦为土匪剿抚总司令，会同第六混成旅旅长兼兖州镇守使何锋钰、陆军第二十混成旅旅长吴长植负责办理。